# 分庁方式
分庁方式（ぶんちょうほうしき）とは、行政庁舎の機能の配置方式の一つで、分離分庁方式とも呼ばれる。市町村合併時における合併後の行政運営体制として採られることがある。

## 概要
分庁方式では、1か所を本庁として設置し、本庁に総務部などの管理部門や市長室、議会等を置き、残りの庁舎に経済部、福祉保健部など各部門を設置する方式である。またそれぞれの庁舎には支所機能として窓口的な機能を置く。
なお、本庁方式では本庁をどの庁舎に設置するかと言った問題が発生しやすいことや、支所・出張所となった地域での行政サービスの低下が懸念されることから、各自治体間の優劣を決めがたく対等合併の要素が強い場合には分庁方式を取るところもある。

## 事例
平成の大合併から年月が経ち、本庁舎方式に移行する事例が増えている。
- 茨城県つくば市 - 現在のつくば市役所建設までは分庁方式であった。
- 東京都西東京市 - 将来的に統合する方針を決めた。
- 山梨県中央市 - 中央市役所新庁舎を建設し分庁方式を解消。
- 長野県安曇野市 - 安曇野市役所に集約。
- 富山県南砺市 - 4か所あった庁舎を2020年に福光に統合。
- 富山県射水市 - 6つの分庁方式だったが、2016年以降は3庁舎体制となった。
- 福井県若狭町 - 分庁方式を継続。
- 京都府京丹後市 - 分庁方式だったが集約を検討している。
- 愛媛県四国中央市 - 新庁舎建設により集約予定。
- 長崎県南島原市 - 総合支所方式から分庁方式へ移行した。
- 沖縄県宮古島市 -  分庁方式と総合支所方式を併用していたが2021年1月に新庁舎に集約。

## 長所
1. 庁舎の改修費などが少なく済む。

## 短所
1. 業務部門ごとに窓口がある庁舎が異なるため、住民へ負担を強いる可能性がある。
2. 業務部門ごとの庁舎が異なるため、複数の部門にまたがる場合の業務調整などが困難であり、非効率である。